# Moros
Moros („Posel zkázy“) byl rod teropodního dravého dinosaura, žijícího v období rané svrchní křídy (geologický věk cenoman, asi před 96 miliony let) na území dnešního Utahu v USA.

## Význam
M. intrepidus představuje nejstaršího známého křídového tyranosauroida z území Severní Ameriky (o 4 miliony let mladší byl ve stejném roce formálně popsaný druh Suskityrannus hazelae z Nového Mexika). Moros byl mnohem menším a geologicky starším příbuzným slavného druhu Tyrannosaurus rex. Jeho fosilie byly objeveny v sedimentech geologického souvrství Cedar Mountain. Formálně byl popsán týmem paleontologů v roce 2019.

## Popis

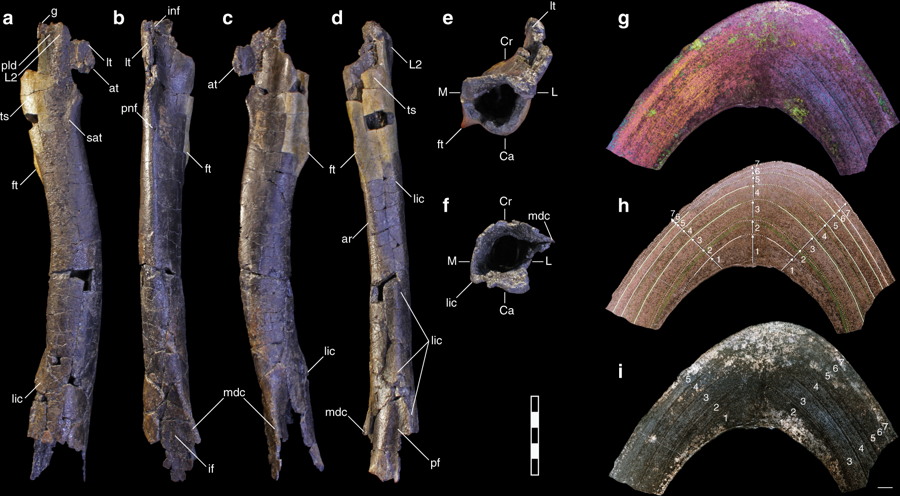
Stehenní kost druhu M. intrepidus

Moros intrepidus byl malý a lehce stavěný teropod, který zřejmě dokázal rychle běhat. Měl také bystré smysly a relativně velký mozek, představoval proto nebezpečného predátora pro všechny menší obratlovce ve svém ekosystému. Objevený exemplář byl ještě nedospělý a plně nedorostlý, zřejmě zahynul ve věku 6 až 7 let. Jeho noha byla vysoká kolem 1,2 metru (což odpovídá délce těla kolem 3 metrů) a podle odhadů vážil zhruba 78 kilogramů. Délka lebky je odhadována na 30 až 40 centimetrů.